# Jarosław Cieślikowski
Jarosław Cieślikowski (ur. 25 lipca 1963 w Warszawie) – polski trener piłki ręcznej, od 2016 do 2019 szkoleniowiec Chrobrego Głogów.
Prowadził pięć męskich klubów piłki ręcznej, występujących w ekstraklasie. Z Warszawianką wywalczył w sezonie 2001/2002 wicemistrzostwo Polski i zdobył Puchar Polski (zwycięstwo w finale z Kolporterem Kielce (28:25) po dwóch dogrywkach). Przez pięć lat (2004–2009) był trenerem Chrobrego Głogów, z którym w 2006 zajął 2. miejsce w Ekstraklasie. Z KPR-em Legionowo, którego szkoleniowcem był w latach 2011–2013, wywalczył awans do I ligi, a później do Superligi. W 2015 został dyrektorem sportowym Chrobrego Głogów, natomiast w 2016 ponownie został trenerem tej drużyny.
W rozgrywkach międzynarodowych doprowadził w sezonie 2000/2001 Śląsk Wrocław do półfinału Challenge Cup (zwycięstwa z portugalską Madeirę Andebol w czwartej rundzie i rumuńskim Minaur Baia Mare w ćwierćfinale). W sezonie 2003/2004 dotarł z Warszawianką do 1/8 finału Pucharu EHF, w której prowadzony przez niego zespół uległ hiszpańskiemu CB Cantabria. W Challenge Cup (1/4 finału) i Pucharze EHF (runda 3) występował również z Chrobrym Głogów (2006–2008).
Z młodzieżową reprezentacją Polski wystąpił w 2012 na mistrzostwach Europy U-20 w Turcji (12. miejsce; jedno zwycięstwo w sześciu meczach).
W 2012 był kandydatem do objęcia stanowiska trenera reprezentacji Polski.

## Sukcesy
Warszawianka
- Puchar Polski: 2002